# Ксандер Скіннер
Ксандер Скіннер (18 березня 1998) — намібійський плавець. Учасник Чемпіонату світу з водних видів спорту 2017, де в попередніх запливах на дистанції 100 метрів вільним стилем поділив 56-те місце і не потрапив до півфіналів.